# Microcleidus
Microcleidus es un género extinto de reptil sauropterigio perteneciente al suborden Plesiosauroidea. Este plesiosaurio vivió en el Jurásico Inferior (en el Toarciano, hace cerca de 190 millones de años), cuyos restos fósiles fueron recuperados en Inglaterra. Es considerado por algunos como uno de los elasmosáuridos más antiguos.

## Descripción

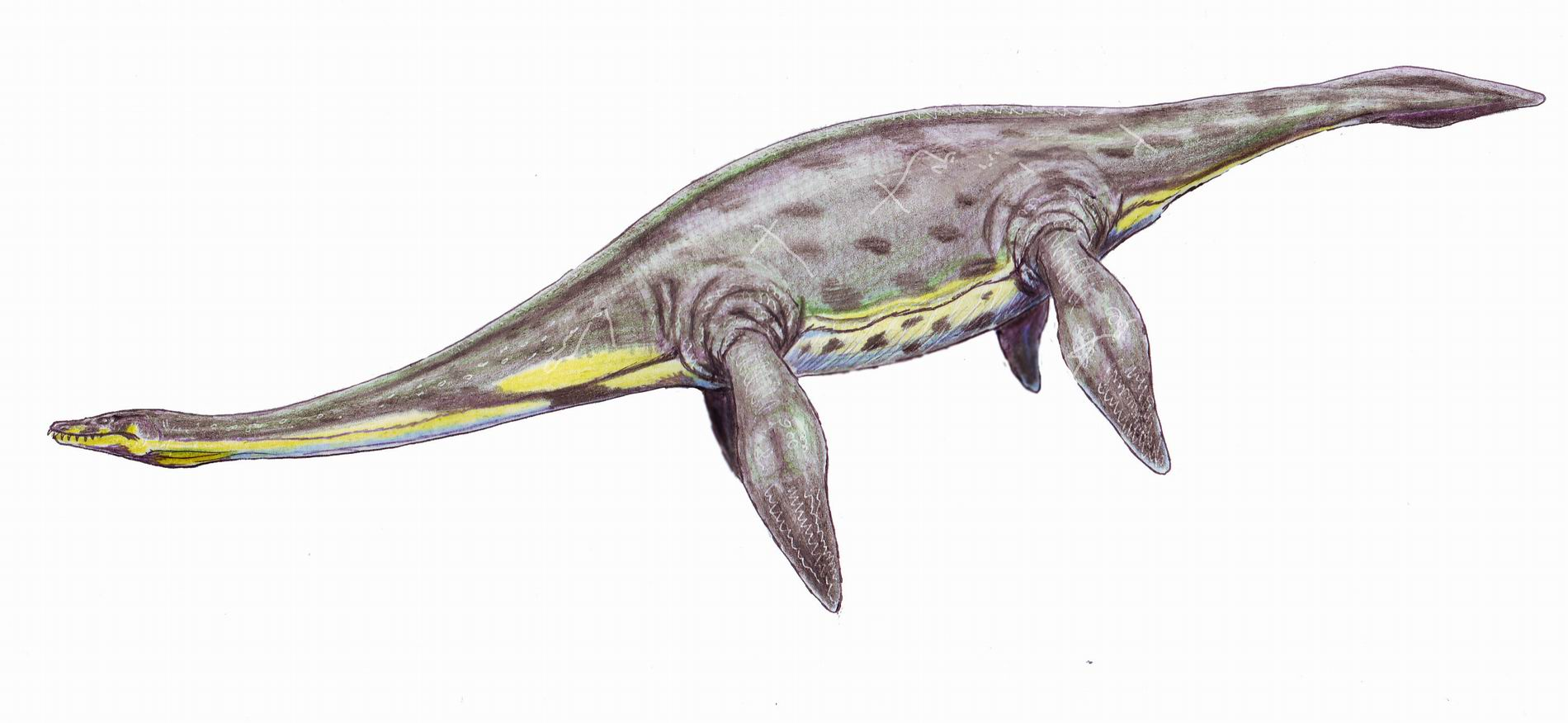
Recreación.

Este reptil, al igual que todos los plesiosaurios, estaba equipado con un cuello largo, un cuerpo relativamente aplanado y las extremidades como aletas. Microcleidus es conocido por algunos fósiles muy bien preservados, incluyendo un esqueleto casi completo, con un cuello muy alargado, más aún que en los plesiosaurios contemporáneos. Entre las características de Microcleidus pueden mencionarse las vértebras cervicales anteriores, inusualmente alargadas, muy pequeñas y la clavícula, reducido a una delgada "hoja", unida a la superficie dorsal de las ramas anteriores de los huesos de los hombros. El espacio interclavicular, además, era prácticamente inexistente. En general, el aspecto de Microcleidus es muy similar al de plesiosaurios que aparecieron posteriormente, como Muraenosaurus. Tenía hasta 40  vértebras cervicales y una cola corta de 28 vértebras caudales. La longitud era de cerca de 6 metros.

## Clasificación
El género Microcleidus se basa en algunos esqueletos encontrados a principios del siglo XIX y atribuidos al género Plesiosaurus. Richard Owen, en 1865, describió a la especie tipo Plesiosaurus homalospondylus sobre la base de un esqueleto desprovisto de la parte inferior del cuerpo, siendo luego exhibido en el Museo Británico de Londres. Harry Govier Seeley en el mismo año describió a la especie P. macropterus, sobre un ejemplar dotado de grandes aletas. No fue sino hasta 1909 que Watson reconoció las clavículas características reducidas en otro esqueleto de P. homalospondylus (con sede en el Museo de Mánchester) y luego describió el nuevo género Microcleidus (que significa "pequeña clavícula"). Watson, dos años más tarde, clasificó la especie P. macropterus en el mismo género si bien como especie distinta, diferenciándola sobre la base de las grandes aletas traseras. Posteriormente Microcleidus se consideró como el miembro más primitivo y antiguo de los elasmosáuridos, un grupo de plesiosaurios que tenían un cuello excepcionalmente largo, y que se difundieron en el Cretácico. En 2004 Ketchum y Benson determinaron que pertenecía a la familia Plesiosauridae junto a Seeleyosaurus, Hydrorion, Occitanosaurus y Plesiosaurus. De entre éstos, su pariente más cercano es Occitanosaurus, que sin embargo, posee grandes clavículas.